# Seznam vlajkonošů Afghánistánu na olympijských hrách
Toto je seznam vlajkonošů, kteří reprezentovali Afghánistán na olympijských hrách.
Vlajkonoši nesou na zahajovacím ceremoniálu olympijských her státní vlajku své země.

## Seznam
| Č. | Rok  | Typ her | Vlajkonoš                        | Sport                   |
| -- | ---- | ------- | -------------------------------- | ----------------------- |
| 1  | 1972 | letní   | Ghulam Dastagir                  | zápas                   |
| 2  | 1988 | letní   | Mohammad Razigul                 | zápas                   |
| 3  | 1996 | letní   | Muhamed Amán                     | box                     |
| 4  | 2004 | letní   | Nina Suratgerová                 | nezúčastněná (trenérka) |
| 5  | 2008 | letní   | Nesar Ahmad Bahave               | taekwondo               |
| 6  | 2012 | letní   | Nesar Ahmad Bahave               | taekwondo               |
| 7  | 2016 | letní   | Mohammad Tawfiq Bakhshi          | judo                    |
| 8  | 2020 | letní   | Farzad Mansouri Kamia Jousufiová | taekwondo atletika      |